# Bavilliers
Bavilliers település Franciaországban, Territoire de Belfort megyében. Lakosainak száma 4641 fő (2022. január 1.). Bavilliers Danjoutin, Belfort, Essert, Urcerey, Argiésans és Andelnans községekkel határos.

## Népesség
A település népességének változása:
| Lakosok száma | 4823 | 4826 | 4882 | 4726 | 4680 | 4659 | 4627 | 4595 | 4641 |
|               | 2013 | 2015 | 2016 | 2017 | 2018 | 2019 | 2020 | 2021 | 2022 |